# Гаркема
Гаркема (нід. Harkema) — село в нідерландській провінції Фрисландія. Входить до муніципалітету Ахткарспелен.
Його площа становить 6,53км², а населення станом на 2021 рік складало 4 295 осіб.
Перша згадка про населений пункт датується 1530 роком.

## Галерея

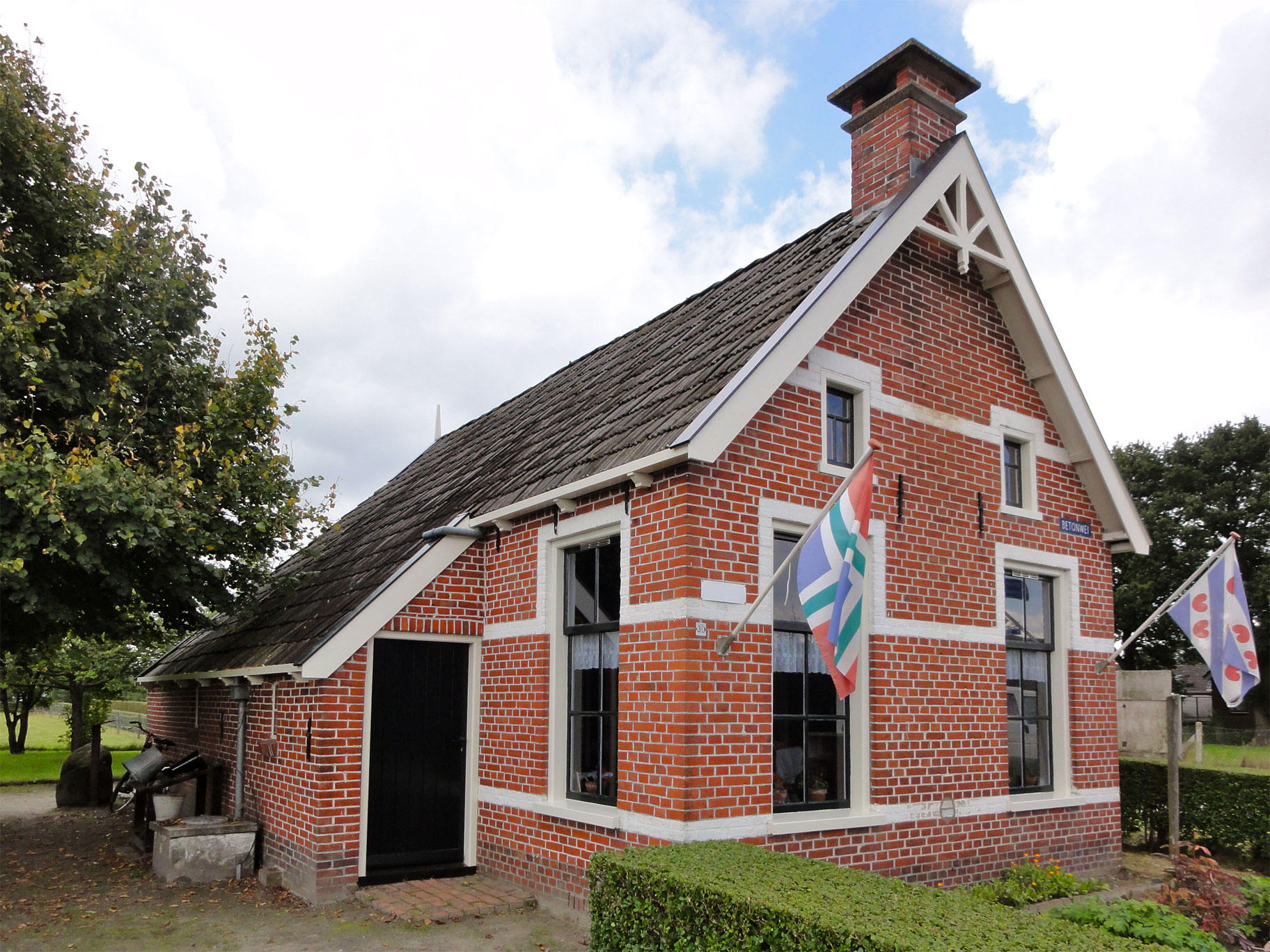
Забудова у селі
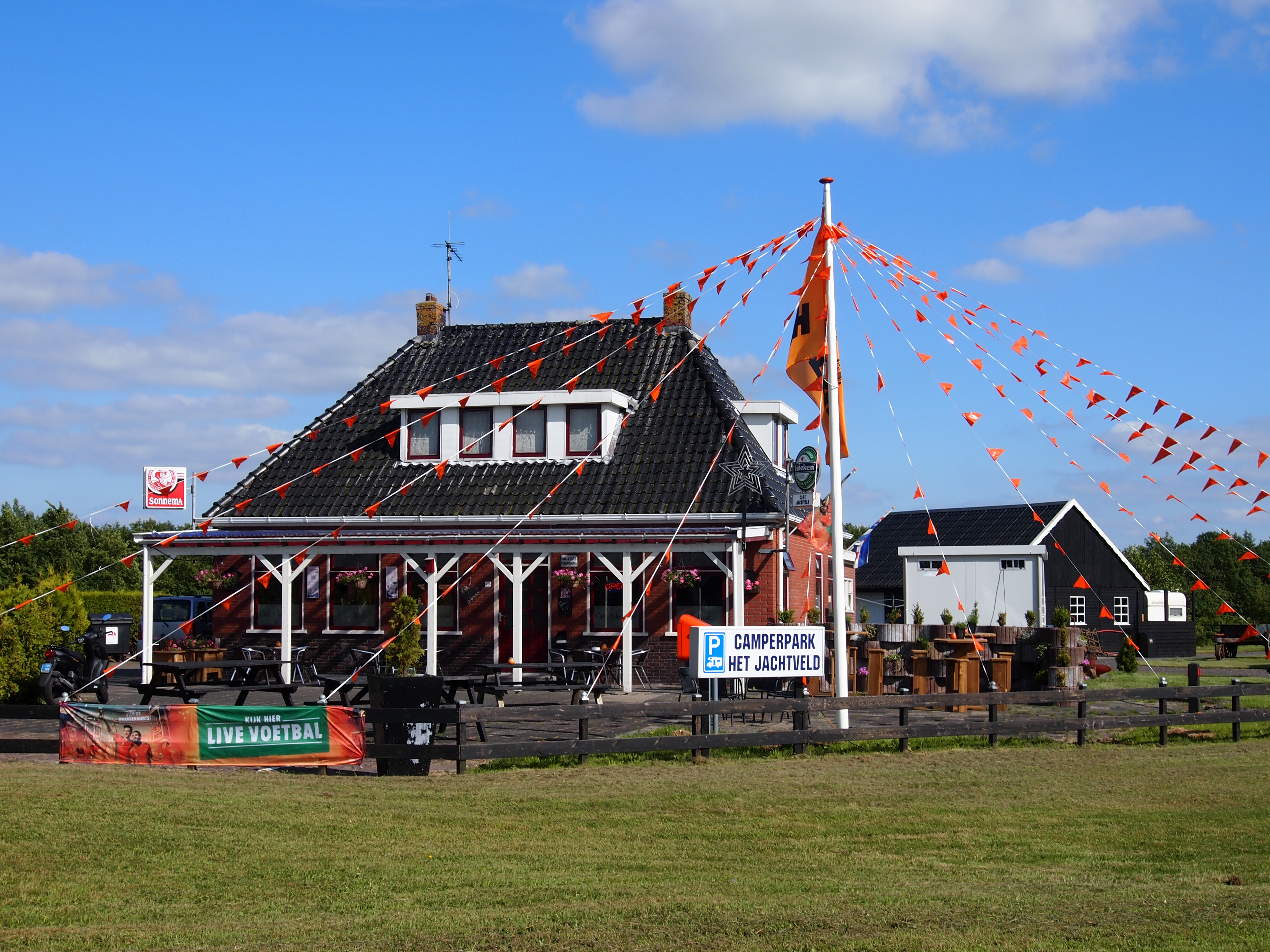
Кемпінг під час футбольного сезону
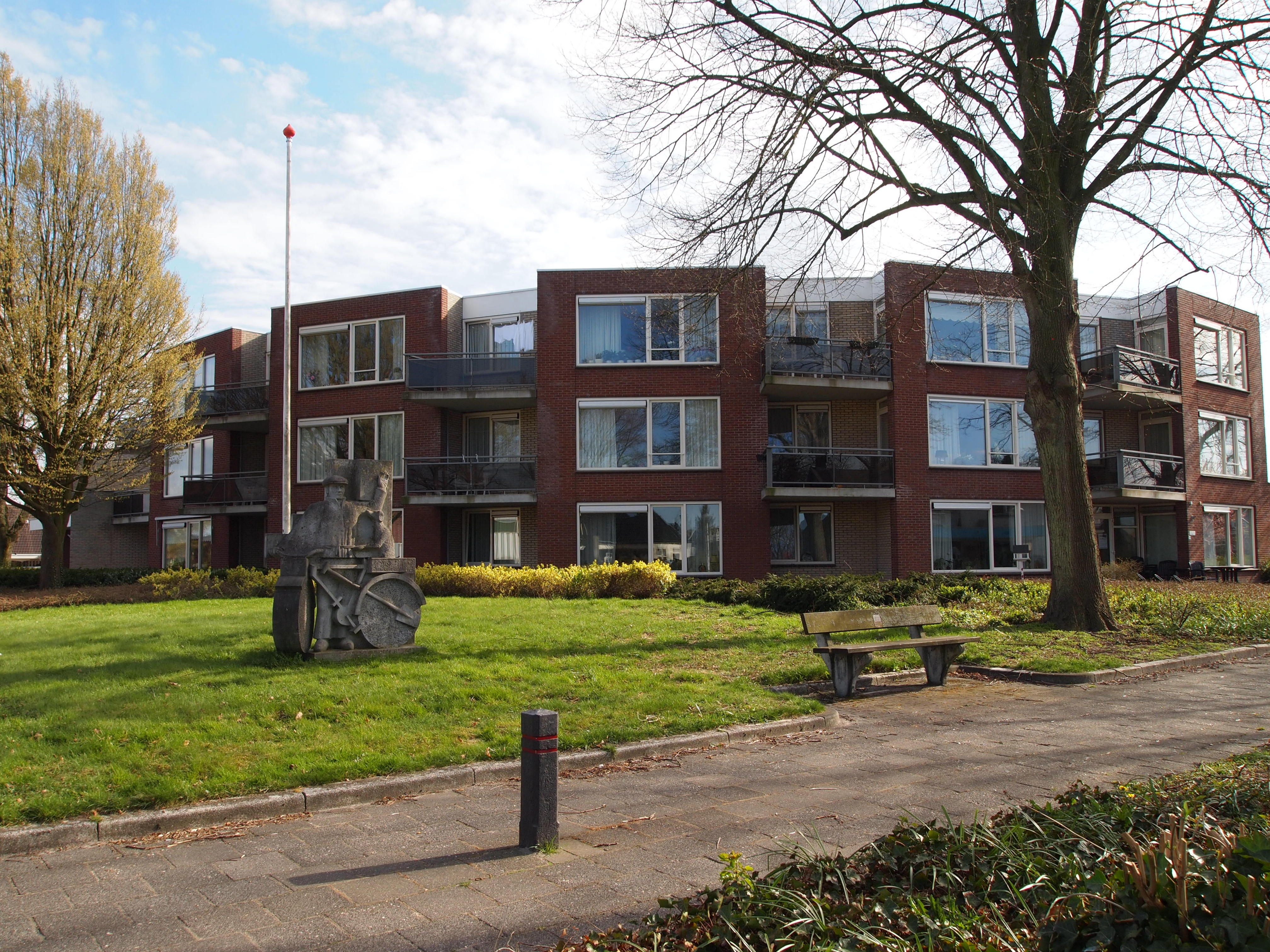
Багатоквартирний будинок
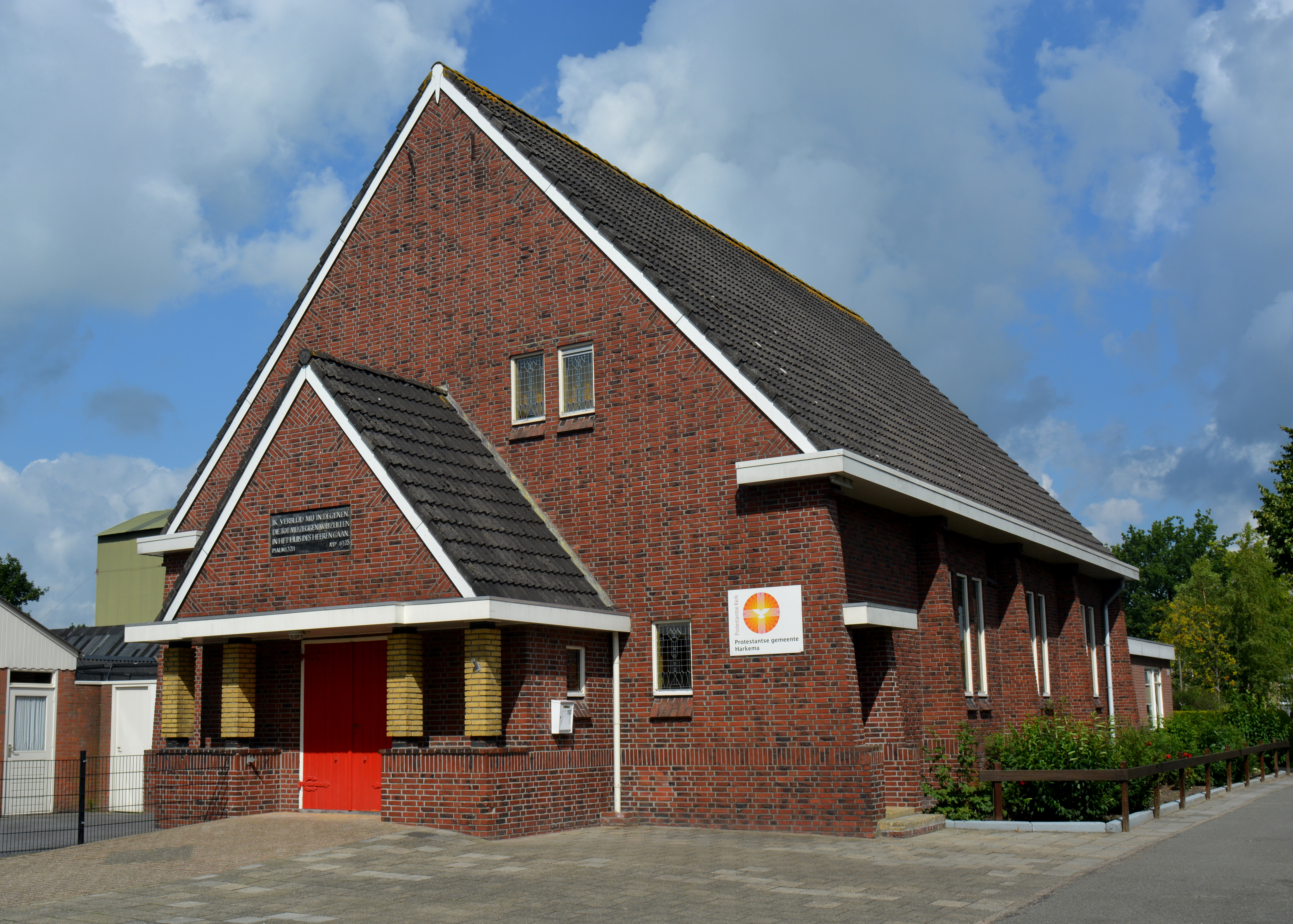
Протестантська церква